# Listă de seriale turcești
Aceasta este o listă de seriale turcești, ordonată întâi după anul lansării și apoi, alfabetic, după titlu. Titlurile românești ale serialelor (dacă există) iau prioritate.
| Cuprins                                                             |
| ------------------------------------------------------------------- |
| 1974 · 1975 · 1977                                                  |
| 1982 · 1983 · 1985 · 1986 · 1987 · 1988 · 1989                      |
| 1990 · 1992 · 1993 · 1994 · 1995 · 1996 · 1997 · 1998 · 1999        |
| 2000 · 2001 · 2002 · 2003 · 2004 · 2005 · 2006 · 2007 · 2008 · 2009 |
| 2010 · 2011 · 2012 · 2013 · 2014 · 2015 · 2016 · 2017 · 2018 · 2019 |
| Note · Legături externe                                             |

## 1974
- Kaynanalar

## 1975
- Aşk-ı Memnu

## 1977
- İstanbul

## 1982
- Sekiz Sütuna Manşet

## 1983
- Kartallar Yüksek Uçar
- Küçük Ağa
- Üç İstanbul

## 1985
- Acımak
- Bugünün Saraylısı
- Dokuzuncu Hariciye Koğuşu
- Kaçaklar
- Kuruntu Ailesi

## 1986
- Çalıkuşu
- Mardin-Münih Hattı
- Perihan Abla

## 1987
- Ateşten Günler
- Uğurlugiller
- Yarın Artık Bugündür

## 1988
- Dudaktan Kalbe
- Uzaylı Zekiye
- Yaprak Dökümü

## 1989
- Bizimkiler
- Doktorlar
- Gençler
- Kanun Savaşçıları
- Samanyolu
- Türkmen Düğünü

## 1990
- Başka Olur Ağaların Düğünü
- Fatih Harbiye
- Hanımın Çiftliği

## 1992
- Aysarının Zilleri
- Hicran Yarası
- Mahallenin Muhtarları

## 1993
- Ferhunde Hanımlar
- Süper Baba

## 1994
- Kurtuluş

## 1995
- Çiçek Taksi

## 1996
- Kara Melek
- Şaşıfelek Çıkmazı
- Tatlı Kaçıklar

## 1997
- Böyle mi Olacaktı
- Kördüğüm
- Küçük İbo

## 1998
- Çarli
- Inimă nebună (Deli Yürek)
- İkinci Bahar
- Ruhsar

## 1999
- Ayrılsak da Beraberiz
- Yılan Hikâyesi

## 2000
- Bizim Evin Halleri
- Evdeki Yabancı
- Yedi Numara

## 2001
- Aşkım Aşkım
- Baba Ocağı
- Çifte Bela
- Dadı
- Dedem, Gofret ve Ben
- Tatlı Hayat
- Yeditepe İstanbul

## 2002
- Aslı ile Kerem
- Asmalı Konak
- Azad
- Berivan
- Canım Kocacığım
- Çocuklar Duymasın
- Ekmek Teknesi
- En Son Babalar Duyar
- Gülbeyaz
- İyi Aile Robotu
- Kınalı Kar
- Koçum Benim
- Yarım Elma
- Zerda

## 2003
- Ablam Böyle İstedi
- Alacakaranlık
- Baba
- Bir İstanbul Masalı
- Büyümüş de Küçülmüş
- Esir Şehrin İnsanları
- Gurbet Kadını
- Hayat Bilgisi
- Hekimoğlu
- Hürrem Sultan
- Kampüsistan
- Kurşun Yarası
- Lise Defteri
- Serseri
- Sihirli Annem
- Sultan Makamı
- Valea lupilor (Kurtlar Vadisi)

## 2004
- Ah Be İstanbul
- Aliye. Fără copiii mei, niciodată! (Aliye)
- Aşkımızda Ölüm Var
- Avrupa Yakası
- Azize
- Bir Dilim Aşk
- Bütün Çocuklarım
- Büyük Buluşma
- Büyük Yalan
- Canım Benim
- Cennet Mahallesi
- Çemberimde Gül Oya
- En İyi Arkadaşım
- Ginere de import (Yabancı Damat)
- Havin. Două vieți, o dragoste (Haziran Gecesi)
- Kadın İsterse
- Mavi Rüya
- Melekler Adası
- Omuz Omuza
- Sahra
- Şubat Soğuğu
- Yağmur Zamanı
- Yusuf Yüzlü

## 2005
- Alanya Almanya
- Aşk Oyunu
- Aşka Sürgün
- Belalı Baldız
- Beşinci Boyut
- Çapkın
- Davetsiz Misafir
- Emret Komutanım
- Hırsız Polis
- Iubire de argint (Gümüş)
- La mâna destinului (Beyaz Gelincik)
- La umbra teilor (Ihlamurlar Altında)
- Trădare în familie (Yanık Koza)
- Viață nedreaptă (Acı Hayat)
- Yeniden Çalıkuşu

## 2006
- 1001 de nopți (Binbir Gece)
- Acemi Cadı
- Adak
- Affedilmeyen
- Ah Polis Olsam
- Ahh İstanbul
- Anadolu Kaplanı
- Anii pierduți (Kaybolan Yıllar)
- Arka Sokaklar
- Aşk Yolu
- Azap Yolu
- Bebeğim
- Candan Öte
- Cemil oldu Jimmy
- Cemile
- Deli Dolu
- Dicle
- Doktorlar
- Eksi 18
- Erkekler Ağlamaz
- Erkeksen Seyret
- Esir Kalpler
- Ezo Gelin
- Felek Ne Demek
- Fetele tale, băieții mei (İki Aile)
- Fırtına
- Fırtınalı Aşk
- Geniş Zamanlar
- Gönül
- Gönül Yokuşu
- Gözyaşı Çetesi
- Gülpare
- Hasret
- Hatırla Sevgili
- Hayat Türküsü
- Hayatım Sana Feda
- Hisarbuselik
- İlk Aşkım
- İmkansız Aşk
- İşte Benim
- Kadın Severse
- Karagümrük Yanıyor
- Karınca Yuvası
- Kırık Kanatlar
- Kız Babası
- Kızlar Yurdu
- Köprü
- Kördüğüm
- Kuş Dili
- Maçolar
- Meçhule Gidenler
- Pertev Bey'in Üç Kızı
- Poveste de familie (Yaprak Dökümü)
- Puterea destinului (Sıla)
- Rüya Gibi
- Rüyalarda Buluşuruz
- Sağır Oda
- Sahte Prenses
- Selena
- Sev Kardeşim
- Sevda Çiçeği
- Sırça Köşk
- Şöhret Okulu
- Tarık ve Diğerleri
- Taşların Sırrı
- Tutkunum Sana
- Ümit Milli
- Yalancı Yarim
- Yaşanmış Şehir Hikayeleri
- Yeşeren Düşler
- Yıldızlar Savaşı

## 2007
- Arka Sıradakiler
- Asi — Împotriva destinului (Asi)
- Aşk Eski Bir Yalan
- Aşk Kapıyı Çalınca
- Ayda
- Ayrılık
- Cu capul în nori (Kavak Yelleri)
- De pe buze la inimă (Dudaktan Kalbe)
- Dragoste de mamă (Annem)
- Duvar
- Düş Yakamdan
- Eksik Etek
- El Gibi
- Elif'in Günlüğü
- Elveda Rumeli
- Ertelenmiş Hayatlar
- Eşref Saati
- Evimin Erkeği
- Fedai
- Fesupanallah
- Fikrimin İnce Gülü
- Gemilerde Talim Var
- Genco
- Gençlik Başımda Duman
- Gönül Salıncağı
- Güzel Günler
- Hakkını Helal Et
- Hayal ve Gerçek
- Hayat Apartmanı
- Hayat Kavgam
- Hepsi1
- Hırçın Kız
- İki Yabancı
- Înainte de sfârșit (Elveda Derken)
- Kader
- Kaptan
- Kara Duvak
- Kara İnci
- Karayılan
- Kartallar Yüksek Uçar
- Kelebek Çıkmazı
- Kınalı Kuzular
- Kısmetim Otel
- Kod Adı: Kaos
- Komiser Nevzat — Kanun Namına
- Korkusuzlar
- Kurtlar Vadisi Pusu
- Kurtlar Vadisi Terör
- Kuzey Rüzgârı
- Leylan
- Mahşer
- Menekşe și Halil (Menekşe ile Halil)
- Nazlı Yarim
- Oğlum İçin
- OKS Anneleri
- Oyun Bitti
- Parmaklıklar Ardında
- Promisiunea[B] (Yemin)
- Pusat
- Sana Mecburum
- Sardunya Sokak
- Senden Başka
- Senin Uğruna
- Sessiz Fırtına
- Sessiz Gemiler
- Sevgili Dünürüm
- Sır Gibi
- Sinekli Bakkal
- Son Tercih
- Şölen
- Tatlı Bela Fadime
- Tek Türkiye
- Tılsım Adası
- Üç Tatlı Cadı
- Vatan Sağolsun
- Vazgeç Gönlüm
- Yağmurdan Sonra
- Yalan Dünya
- Yaralı Yürek
- Yasak Elma
- Yersiz Yurtsuz
- Zeliha'nın Gözleri
- Zoraki Koca

## 2008
- 1 Kadın 1 Erkek
- Adanalı
- Akasya Durağı
- Aman Annem Görmesin
- Aşk Yakar
- Aşkım Aşkım
- Ateş ve Barut
- Ay Işığı
- Baba Ocağı
- Babam Adam Olacak
- Bahar Dalları
- Benim Annem Bir Melek
- Bir Göçmen Kuştu O
- Bir Varmış Bir Yokmuş
- Canım Ailem
- Cennetin Çocukları
- Cesaretin Var Mı Aşka
- Çemberin Dışında
- Dalgakıran
- Dantel
- Dedektif Biraderler
- Derdest
- Derman
- Doğruluk Ekseni
- Doludizgin Yıllar
- Dur Yolcu
- Düğün Şarkıcısı
- Ece
- Elif
- Emret Komutanım
- Eyvah Halam
- Gazi
- Gece Gündüz
- Gece Sesleri
- Geç Gelen Bahar
- Gonca Karanfil
- Görgüsüzler
- Gurbet Kuşları
- Güldünya
- Hayat Güzeldir
- Hemşire Meri
- Hepimiz Birimiz İçin
- Her Halimle Sev Beni
- Hicran
- Iubire ascunsă (Aşk-ı Memnu)
- İpsiz Recep
- İyi Uçuşlar
- İyilik Kervanı
- Kalpsiz Adam
- Karamel
- Kardelen
- Kayıp Prenses
- Kendi Okulumuza Doğru
- Kırmızı Işık
- Kız Takımı
- Kolay Gelsin
- Kollama
- Micuțele domnișoare (Küçük Kadınlar)
- Limon Ağacı
- Memur Muzaffer
- Mert ile Gert
- Milyonda Bir
- Nerede Kalmıştık
- Ölüm Çiçekleri-Saraybosna
- Paramparça Aşklar
- Pars: Narkoterör
- Peri Masalı
- Prenses Perfinya
- Proje 13
- Pulsar
- Sen Harikasın
- Serçe
- Servet Avcısı
- Sınıf
- Son Ağa
- Süper Babaanne
- Sürgün Hayatlar
- Talih Kuşu
- Un nou destin (Son Bahar)
- Unutma Beni
- Üvey Aile
- Vurgun
- Yaban Gülü
- Yalancı Romantik
- Yol Arkadaşım

## 2009
- Acemi Müezzin
- Acil Servis
- Açık Mutfak
- Ah Kalbim
- Aile Reisi
- Aile Saadeti
- Alayına İsyan
- Altın Kızlar
- Aşk Bir Hayal
- Aynadaki Düşman
- Ayrılık: Aşkta ve Savaşta Filistin
- Baba Oluyorum
- Balkan Düğünü
- Benden Baba Olmaz
- Bez Bebek
- Bıçak Sırtı
- Bu Kalp Seni Unutur Mu?
- Cam Kırıkları
- Canını Sevdiğim İstanbul'u
- Cumhur Cemaat
- Çatı Katı
- Çılgın Kanal
- Çocukluk Günleri
- Çok Özel Tim / Ç.Ö.T.
- Dağlar Delisi
- Dede Korkut Hikayeleri
- Deniz Yıldızı
- Dördüncü Osman
- ES-ES
- Ey Aşk Nerdesin?
- Ezel
- Geniş Aile
- Haneler
- Hesaplaşma
- Hicran Yarası
- Inima nu respectă reguli (Unutulmaz)
- İstanbul Çocukları
- Kahramanlar
- Kahve Bahane
- Kandıramazsın Beni
- Kapadokya Düşleri
- Kapalıçarşı
- Kasaba
- Kış Masalı
- Kız Kaçıran
- Komşu Köyün Delisi
- Kurban
- Kül ve Ateş
- La un pas de fericire (Melekler Korusun)
- Makber
- Manyak Dükkan
- Maskeli Balo
- M.A.T.
- Nefes
- O poveste de dragoste[A] (Samanyolu)
- Obsesia (Bir Bulut Olsam)
- Ömre Bedel
- Papatyam
- Ramazan Güzeldir
- Ritmini Arayan Kalpler
- Sağlık Olsun
- Sakarya Fırat
- Sıkı Dostlar
- Stăpâna inimii (Hanımın Çiftliği)
- Teyzanne
- Uygun Adım Aşk
- Yalancısın Sen
- Yapma Diyorum
- Yeni Baştan
- Zoraki Başkan

## 2010
- Al Gülüm Ver Gülüm
- Ateşe Yürümek
- Behzat Ç. Bir Ankara Polisiyesi
- Cântec fără sfârșit (Bitmeyen Şarkı)
- Cuma'ya Kalsa
- Cümbür Cemaat Aile
- Çakıl Taşları
- Çete
- Deli Saraylı
- Dragoste și pedeapsă (Aşk ve Ceza)
- Dürüye'nin Güğümleri
- Elde Var Hayat
- Farklı Desenler
- Fatmagül (Fatmagül'ün Suçu Ne?)
- Gönül Ferman Dinlemiyor
- Gönülçelen
- Güneydoğudan Öyküler Önce Vatan
- Güz Gülleri
- Halil İbrahim Sofrası
- Hanımeli Sokağı
- Intrigi și seducție (Yer Gök Aşk)
- İhanet
- Kader Çizgisi
- Kadınları Anlama Kılavuzu
- Kalp Ağrısı
- Kanıt
- Karadağlar
- Keskin Bıçak
- Kılıç Günü
- Kızım Nerede?
- Kirli Beyaz
- Küçük Sırlar
- Küstüm Çiçeği
- Lale (Lale Devri)
- Mükemmel Çift
- Öğretmen Kemal
- Sensiz Yaşayamam
- Sevgi Bağlayınca
- Sınıf 2010
- Şefkat Tepe
- Şen Yuva
- Trădarea (Öyle Bir Geçer Zaman Ki)
- Türk Malı
- Türkan
- Umut Yolcuları
- Yahşi Cazibe
- Yerden Yüksek

## 2011
- Adım Bayram Bayram
- Alemin Kıralı
- Anneler ile Kızları
- Arka Sıradakiler Umut
- Aşağı Yukarı Yemişlililer
- Avrupa Avrupa
- Ay Tutulması
- Babam İçin
- Babam Sağolsun
- Başrolde Aşk
- Beni Affet
- Bir Günah Gibi
- Bir Kadın Tanıdım
- Bir Ömür Yetmez
- Bizim Yenge
- Canan — Destin furat (Canan)
- Canım Babam
- Cennetin Sırları
- Curajul iubirii (Bir Çocuk Sevdim)
- Dedektif Memoli
- Derin Sular
- Dinle Sevgili
- Düz Adam
- En Son Ne Olur
- Eșarfa roșie (Al Yazmalım)
- Farklı Boyut
- Feriha (Adını Feriha Koydum)
- Firar
- Gün Akşam Oldu
- Hayat Devam Ediyor
- Hayata Beş Kala
- Her Şeye Rağmen
- Huzurum Kalmadı
- Iffet (İffet)
- Inimă de frate (Kuzey Güney)
- İstanbul Hatırası
- İstanbul'un Altınları
- İzmir Çetesi
- Kalbim Seni Seçti
- Karakol
- Karımın Dediği Dedik Çaldığı Kontrbas
- Kayıp Aranıyor
- Keşanlı Ali Destanı
- Kız Annesi
- Kolej Günlüğü
- Kurşun Bilal
- Küçük Hanımefendi
- Leyla și Mecnun (Leyla ile Mecnun)
- M.U.C.K.
- Mavi Kelebekler
- Mazi Kalbimde Yaradır
- Mor Menekşeler
- Naber Bacanak
- Nuri
- Pis Yedili
- Reis
- Sen de Gitme
- Seni Bana Yazmışlar
- Sensiz Olmaz
- Sırat
- Sudan Sebepler
- Suleyman Magnificul — Sub domnia iubirii (Muhteşem Yüzyıl)
- Şahin ve Çetesi
- Şüphe
- Tek Başımıza
- Tövbeler Tövbesi
- Umutsuz Ev Kadınları
- Üsküdar'a Giderken
- Ve İnsan Aldandı Bitmeyen Hikaye
- Yalancı Bahar
- Yamak Ahmet
- Yeniden Başla
- Yıldız Masalı
- Yıllar Sonra
- Zehirli Sarmaşık

## 2012
- Acayip Hikayeler
- Ağır Roman Yeni Dünya
- Alev Alev
- Annem Uyurken
- Araf Zamanı
- Aşk Kaç Beden Giyer?
- Aşkın Halleri
- Babalar ve Evlatlar
- Benim İçin Üzülme
- Böyle Bitmesin
- Bulutların Ötesi
- Canım Benim
- Canımın İçi
- Çıplak Gerçek
- Conspirația iataganelor (Bir Zamanlar Osmanlı: Kıyam)
- Dedemin Dolabı
- Dila (Dila Hanım)
- Düşman Kardeşler
- Esir Sultan
- Esir Şehrin Gözyaşları — Bir Ferhat ile Şirin Hikayesi
- Eve Düşen Yıldırım
- Evlerden Biri
- Evvel Zaman Hikayesi
- Güldür Güldür Show
- Ha Babam Uzay
- Harem
- Hayatımın Rolü
- Hızır Ekip
- Huzur Sokağı
- İbreti Ailem
- İki Yaka Bir İsmail
- İşler Güçler
- Kalbim 4 Mevsim
- Kayıp Şehir
- Korkma
- Koyu Kırmızı
- Kötü Yol
- Krem
- Kurt Kanunu
- Küçük Kıyamet
- Merhaba Hayat
- Nizama Adanmış Ruhlar
- Polis Hikayeleri
- Seksenler
- Sfârșitul (Son)
- Son Yaz-Balkanlar 1912
- Sudan Bıkmış Balıklar
- Sultan
- Suskunlar
- Şubat
- Uçurum
- Unchiul Kara (Karadayı)
- Ustura Kemal
- Veda
- Yalan Dünya
- Yol Ayrımı
- Zengin Kız Fakir Oğlan
- Zil Çalınca

## 2013
- 20 de minute (20 Dakika)
- A.Ş.K.
- Aldırma Gönül
- Ali Ayşe'yi Seviyor
- Altındağlı
- Aramızda Kalsın
- Aşk Ekmek Hayaller
- Aşk Emek İster
- Babam Sınıfta Kaldı
- Bebek İşi
- Ben de Özledim
- Ben Onu Çok Sevdim
- Bir Yastıkta
- Bizim Okul
- Cesur Hemşire
- Çalıkuşu
- Doksanlar
- Dragoste la prima vedere (Benim Hala Umudum Var)
- Emret Komutanım Yeniden
- En Uzun Yüzyıl
- Eski Hikaye
- Evlilik Okulu
- Fatih
- Fırıldak Ailesi
- Firuze
- Galip Derviş
- Gönül Hırsızı
- Görüş Günü Kadınları
- Gurbette Aşk Bir Yastıkta
- Güneşi Beklerken
- Güzel Çirkin
- Her Şey Yolunda
- Hıyanet Sarmalı
- Iertare (Merhamet)
- Iubește-mă așa cum sunt (Beni Böyle Sev)
- İnadına Yaşamak
- Îngeri și nobili (Bugünün Saraylısı)
- Kaçak
- Kahireli Palas
- Kayıp
- Küçük Gelin
- Legea pământului (Adını Kalbime Yazdım)
- Nerde O Yeminler
- O poveste de iubire[A] (Bir Aşk Hikayesi)
- Osmanlı Tokadı
- Osmanlı'da Derin Devlet
- Otisabi
- Ötesiz İnsanlar
- Răzbunarea (İntikam)
- Saklı Kalan
- Salih Kuşu
- Sana Bir Sır Vereceğim
- Sevdaluk
- Tatar Ramazan
- Tozlu Yollar
- Trandafirul negru (Karagül)
- Un destin la răscruce (Fatih Harbiye)
- Vicdan
- Yağmurdan Kaçarken
- Yaman (Medcezir)
- Yüksek Giriş

## 2014
- 1 Erkek 1 Kadın 1 Çocuk
- 1 Erkek 1 Kadın 2 Çocuk
- Ağlatan Dans
- Ah Neriman
- Alın Yazım
- Analı Oğullu
- Ankara'nın Dikmen'i
- Asayiş Berkkemal
- Aşkın Kanunu
- Aşktan Kaçılmaz
- Bahar: Viață furată (O Hayat Benim)
- Bana Artık Hicran De
- Benim Adım Gültepe
- Beyaz Karanfil
- Bir Yusuf Masalı
- Boynu Bükükler
- Cinayet
- Çılgın Dersane Üniversitede
- Çırağan Baskını
- Diğer Yarım
- Dragoste de contrabandă / Dragoste și bani murdari (Kara Para Aşk)
- Düşler ve Umutlar
- Elif
- Ezra
- Fedai
- Filinta
- Furtună pe Bosfor (Paramparça)
- Gölgedekiler
- Gönül İşleri
- Günahkar
- Güzel Köylü
- Hatasız Kul Olmaz
- Hayat Ağacı
- Hayat Yolunda
- Her Sevda Bir Veda
- Hom Ofis
- În dragoste și în război (Kurt Seyit ve Şura)
- Kaçak Gelinler
- Kadim Dostum
- Kalp Hırsızı
- Kardeş Payı
- Kertenkele: Yeniden Doğuş
- Kızılelma
- Kocamın Ailesi
- Küçük Ağa
- Legământul (Emanet)
- Lupta rozelor (Güllerin Savaşı)
- Mihrap Yerinde
- Ne Diyosuun
- Not Defteri
- Otel Divane
- Paşa Gönlüm
- Putere și glorie (Diriliş: Ertuğrul)
- Reaksiyon
- Roman Havası
- Ruhumun Aynası
- Sezonul cireșelor (Kiraz Mevsimi)
- Sil Baştan
- Sungurlar
- Şeref Meselesi
- Şimdi Onlar Düşünsün
- Tanıklar
- Ulan İstanbul
- Urfalıyam Ezelden
- Üç Arkadaş
- Yasak
- Yedi Güzel Adam
- Yedikule Hayat Yokuşu
- Yeşil Deniz
- Yetim Gönüller
- Yılanların Öcü
- Zeytin Tepesi
- Ziua în care mi s-a scris destinul (Kaderimin Yazıldığı Gün)

## 2015
- Acı Aşk
- Acil Servis
- Adı Mutluluk
- Ailemin Başına Gelenler
- Aşk ve Günah
- Aşk Zamanı
- Ayrılsak da Beraberiz
- Baba Candır
- Bana Baba Dedi
- Bedel
- Beyaz Gece
- Beyaz Yalan
- Bir Deniz Hikayesi
- Bir Modern Habil Kabil Hikayesi
- Büyük Sürgün Kafkasya
- Cinci frați (Beş Kardeş)
- Çınarın Gölgesinde
- Çilek Kokusu
- Dragoste cu împrumut (Aşk Yeniden)
- Dragoste infinită (Kara Sevda)
- Dragoste la urgență (Acil Aşk Aranıyor)
- Düş Bahçesi
- Eve Dönüş
- Evli ve Öfkeli
- Fabrika Kızı
- Gamsız Hayat
- Günebakan
- Güneş (Güneşin Kızları)
- Hatırla Gönül
- Hayat Mucizelere Gebe
- Heredot Cevdet Saati
- İzzet-i Nefis
- În bătaia inimii (Eşkıya Dünyaya Hükümdar Olmaz)
- Kalbim Ege'de Kaldı
- Kara Kutu
- Kösem (Muhteşem Yüzyıl: Kösem)
- Limuzin
- Malazgirt
- Mame și mămici (Analar ve Anneler)
- Maral
- Mayıs Kraliçesi
- Milat
- Mutlu Ol Yeter
- Ne Münasebet
- Ömrüm Sessiz Bir Çığlık
- Parola: Te iubesc (İnadına Aşk)
- Pentru fiul meu (Poyraz Karayel)
- Petale de singurătate (Kırgın Çiçekler)
- Prețul dragostei (Kiralık Aşk)
- Prizoniera dragostei (Asla Vazgeçmem)
- Racon Ailem İçin
- Sahte Polis
- Sen Benimsin
- Senden Daha Melek
- Serçe Sarayı
- Sevdam Alabora
- Son Çıkış
- Stadiul relației: complicat (İlişki Durumu: Karışık)
- Şehrin Melekleri
- Tatlı Küçük Yalancılar
- Tutar mı Tutar
- Vieți schimbate (Kara Ekmek)
- Ya Tutarsa
- Yaz'ın Öyküsü
- Yeter
- Yunus Emre (Yunus Emre: Aşkın Yolculuğu)
- Zeyrek ile Çeyrek

## 2016
- 46 (46 Yok Olan)
- A doua șansă (Kalbimdeki Deniz)
- Adını Sen Koy
- Aile İşi
- Altınsoylar
- Arkadaşlar İyidir
- Aşk Laftan Anlamaz
- Aşk Yalanı Sever
- Behzat Ç. İmamların Öcü
- Camera 309 (No: 309)
- Cesur Yürek
- Çifte Saadet
- Dragoste și ură (Aşk ve Mavi)
- Elita societății (Yüksek Sosyete)
- Familya
- Girdap
- Göç Zamanı
- Gülümse Yeter
- Hangimiz Sevmedik
- Hanım Köylü
- Hayat Bazen Tatlıdır
- Hayat Sevince Güzel
- Hayatımın Aşkı
- Iarna răzbunării (Kış Güneşi)
- Intrusul (İçerde)
- Iubire și răzbunare (Cesur ve Güzel)
- İlişki Durumu: Evli
- İstanbul Sokakları
- În numele fericirii (Hayat Şarkısı)
- Kaçın Kurası
- Kalbim Yangın Yeri
- Kanıt: Ateş Üstünde
- Kehribar
- Mama (Anne)
- Melek ile Serhat
- Muhteşem Yüzyıl Kösem: Bağdat Fatihi IV. Murad
- N'olur Ayrılalım
- O singură privire (Bana Sevmeyi Anlat)
- Oyunbozan
- Patria mea ești tu! (Vatanım Sensin)
- Regina nopții (Gecenin Kraliçesi)
- Rengarenk
- Rüzgarın Kalbi
- Secrete în familie (Babam ve Ailesi)
- Seddülbahir: între zidurile mării (Seddülbahir 32 Saat)
- Sevda Kuşun Kanadında
- Seviyor Sevmiyor
- Şahane Damat
- Tatlı İntikam
- Umuda Kelepçe Vurulmaz
- Valurile vieții (Bodrum Masalı)
- Vieți la răscruce (Kördüğüm)
- Ya Nasip Ya Kısmet
- Yüzyıllık Mühür

## 2017
- 7 Yüz
- Adı Efsane
- Aslan Ailem
- Aşk ve Gurur
- Aşk-ı Roman
- Ateşböceği
- Bahtiyar Ölmez
- Bir Deli Sevda
- Bu Sayılmaz
- Cennet (Cennet'in Gözyaşları)
- Çalınmış Hayatlar
- Çember
- Çocuklar Duymasın
- Dayan Yüreğim
- Deli Gönül
- Dostlar Mahallesi
- Dulce-amărui (Dolunay)
- Esaretim Sensin
- Evlat Kokusu
- Femeie în înfruntarea destinului (Kadın)
- Fi Çi Pi
- Fiicele doamnei Fazilet (Fazilet Hanım ve Kızları)
- Gecelerin Ötesi
- Görünen Adam
- Günah
- Hayat Sırları
- Hayati ve Diğerleri
- Hile
- Inima orașului (Bu Şehir Arkandan Gelecek)
- İçimdeki Fırtına
- İki Yalancı
- İkisini de Sevdim
- İsimsizler
- În ritmul vieții (Kalp Atışı)
- Kalk Gidelim
- Kanatsız Kuşlar
- Kara Yazı
- Kayıtdışı
- Kırlangıç Fırtınası
- Kısa Kısa Aşk
- Kızlarım İçin
- Klavye Delikanlıları
- Komşular
- Kral Şakir
- Legea familiei (Çukur)
- Lise Devriyesi
- Meryem
- Mireasa din Istanbul (İstanbullu Gelin)
- Nerdesin Birader
- Nevinovat (Masum)
- Oğul
- Ölene Kadar
- Payitaht: Abdülhamid
- Perla neagră (Siyah İnci)
- Povestea noastră (Bizim Hikaye)
- Răzbunare pe tocuri (Ufak Tefek Cinayetler)
- Rüya
- Sahipli
- Sarı Melekler
- Savaşçı
- Seni Kimler Aldı
- Sevda'nın Bahçesi
- Seven Ne Yapmaz
- Siyah Beyaz Aşk
- Son Destan
- Söz
- Steaua sufletului (Çoban Yıldızı)
- Şevkat Yerimdar
- Tutsak
- Ver Elini Aşk
- Yalaza
- Yara Bandı
- Yarim İstanbul
- Yeni Gelin
- Yıldızlar Şahidim
- Yüz Yüze

## 2018
- 4N1K İlk Aşk
- A opta zi (8. Gün)
- Adı: Zehra
- Ağlama Anne
- Alija
- Avcı
- Babamın Günahları
- Bartu Ben
- Beni Bırakma
- Bir Deli Rüzgar
- Bir Litre Gözyaşı
- Bir Mucize Olsun
- Bir Umut Yeter
- Bozkır
- Can Kırıkları
- Cennetin Kuzeyi
- Curtea închisorii (Avlu)
- Çarpışma
- Darısı Başımıza
- Deli Fişek
- Dip
- Dudullu Postası
- Dușmani peste secole (Yaşamayanlar)
- Ege'nin Hamsisi
- Entepli
- Eşik
- Fakirler
- Fetița mea (Kızım)
- Gazino
- Gönül Yarası
- Gül Madeni
- Gülizar
- Gülperi
- Hayat Işığı
- Hıçkırık
- İkizler Memo-Can
- İnsanlık Suçu
- Jet Sosyete
- Kaçak
- Kalbimin Sultanı
- Kanaga
- Katilin Kızları
- Keşke Hiç Büyümeseydik
- Koca Koca Yalanlar
- Kocaman Ailem
- Lacrimi la Marea Neagră (Sen Anlat Karadeniz)
- Masum Değiliz
- Mă numesc Züleyha (Bir Zamanlar Çukurova)
- Mehmed Bir Cihan Fatihi
- Mehmetçik Kut'ül-Amare
- Mehmetçik Kutlu Zafer
- Meleklerin Aşkı
- Muhteşem İkili
- Nefes Nefese
- Prețul fericirii (Yasak Elma)
- Rüya İşçileri
- Servet
- Şahin Tepesi
- Şahsiyet
- Tam Kafadan
- Tehlikeli Karım
- Tozkoparan
- Tufa
- Ține-mă de mână! (Elimi Bırakma)
- Ultima linie de apărare (Börü)
- Ultimul protector al orașului (Hakan: Muhafız)
- Vis de iubire (Erkenci Kuş)
- Yuvamdaki Düşman

## 2019
- 4N1K Yeni Başlangıçlar
- Afili Aşk
- Aşk Ağlatır
- Atiye
- Aynen Aynen
- Azize
- Baharı Beklerken
- Benim Adım Melek
- Bir Aile Hikayesi
- Canevim
- Çocuk
- Dengi Dengine
- Dragoste de tată (Benim Tatlı Yalanım)
- Dragoste și secrete (Kimse Bilmez)
- Ferhat ile Şirin
- Gorbi
- Güvercin
- Halka
- Hekimoğlu
- Her Yerde Sen
- Hercai
- İçten Sesler Korosu
- İncir Ağacı
- Între tine și rău (Kuzgun)
- Jurământul[B] (Yemin)
- Kurşun
- Kuruluş: Osman
- Kuzey Yıldızı: İlk Aşk
- Leke
- Mucize Doktor
- Nemilosul Istanbul (Zalim İstanbul)
- Nöbet
- Prizoniera destinului (Doğduğun Ev Kaderindir)
- Sefirin Kızı
- Sevdim Seni Bir Kere
- Sevgili Geçmiş
- Surorile (Kardeş Çocukları)
- Şampiyon
- Tek Yürek
- Vurgun
- Vuslat
- Yaralı Kuşlar
- Yüzleşme
- Zengin ve Yoksul